# William Parker
Sir William Lorenzo Parker (9. januar 1889 - 27. oktober 1971) var en britisk roer.
Parker var med ved OL 1912 i Stockholm, hvor han sammen med William Fison, Thomas Gillespie, Beaufort Burdekin, Frederick Pitman, Arthur Wiggins, Charles Littlejohn, Robert Bourne og styrmand John Walker udgjorde den ene af to britiske ottere. I finalen blev båden kun besejret af den anden britiske båd, mens en båd fra Tyskland vandt bronze.

## OL-medaljer
- 1912:  Sølv i otter